# 지오바니 나폴리 1세
지오바니 나폴리 1(프랑스어: Jean Nanteuil de Sperlinga, 이탈리아어: Giovanni I Natoli di Sperlinga) . 1600년 8월 9일에 공작으로 즉위했다.Sperlinga나코공국의 군주, 공작(公爵: Prince)이다.